# المعهد الوطني اللبناني العالي للموسيقى
المعهد الوطني اللبناني العالي للموسيقى (بالفرنسية: Conservatoire libanais national supérieur de musique)‏ هو معهد موسيقى، تأسس في العام 1925، ويعدّ أقدم المؤسّسات التربوية في لبنان. وقد تطوّر من معهد موسيقي إلى معهد وطني عالٍ للموسيقى، ويعمل على أن يكون معهداً جامعياً، فتُعطى للمتخرّجين إلى جانب الشهادات الموسيقية، شهادات جامعية من إجازة ودراسات عليا أو ماجستير.

## نبذة
يساهم «الكونسرفتوار» منذ تأسيسه في عشرينات القرن العشرين، على يد وديع صبرا، بدور ريادي في نشر الثقافة الفنية ضمن شرائح المجتمع اللبناني حيث يقدم أمسيات موسيقية لأهم المؤلفين من خلال أوركسترا أسست في البداية من أساتذة الكونسرفتوار حتى عام 2000 الذي شهد تأسيس الأوركسترا السيمفونية الوطنية (التي أصبحت من العام 2010 «الأوركسترا الفلهارمونية اللبنانية») والأوركسترا الوطنية اللبنانية للموسيقى الشرق عربية. ويقدم الكونسرفتوار سنوياً نحو 70 عرضا فنياً مجانيًّا تحييها الأوركسترا الفلهارمونية اللبنانية والأوركسترا الوطنية اللبنانية للموسيقى الشرق عربية، ومجموعة موسيقى الجاز، ومجموعات مختلفة من موسيقى الحجرة.
وكان قد تولّى رئاسة الكونسرفتوار منذ العام 1991 لغاية 2011 الدكتور الراحل وليد غلمية، وبعد وفاته تمّ تعيين حنا العميل في هذا المركز، وفي 2014 تمّ تكليف الدكتور وليد مسلّم برئاسة الكونسرفتوار،  وفي خريف العام 2018 تسلم الرئاسة بسام سابا. وفي ربيع 2022 تسلمت الرئاسة هبة القواس.
في 20 ديسمبر 2019 وضع السفير الصيني لدى لبنان وانغ كه جيان، ومسؤولون لبنانيون حجر الأساس لمشروع مقر جديد للمعهد الوطني اللبناني العالي للموسيقى الذي تقوم الحكومة الصينية بتشييده في محلة «ضبية» بشمال بيروت، بهبة تبلغ قيمتها 62 مليون دولار.

## فروع المعهد
تتوزع فروع المعهد على خمسة عشر فرعًا تغطي جميع الأراضي اللبنانية، وتتوزع على النحو الآتي:
- أربعة فروع في بيروت.
- فرع واحد في كل من: جونيه، وضهور الشوير، وعين سعادة، وزحلة، وصيدا، وعاليه، وبعقلين، والبترون، وطرابلس، والشويفات، وزغرتا.

وثمة طلبات لفتح مراكز وفروع للمعهد في مناطق لبنانية جديدة منها: قب الياس، وحمانا، والنبطية، وحاصبيا. وكان «الكونسرفتوار» قد افتتح في العام 2000 فرعاً له في سجن روميه.